# Erigeron roylei
Erigeron roylei DC. – gatunek roślin należący do rodziny astrowatych (Asteraceae). Pochodzi z obszarów o klimacie tropikalnym w Indiach i Pakistanie. W Polsce znajduje się w kolekcji niektórych ogrodów botanicznych, np. w Ogrodzie Botanicznym w Krakowie.